# جان گراندی
جان گراندی (انگلیسی: John Grandy; ۸ فوریهٔ ۱۹۱۳ – ۲ ژانویهٔ ۲۰۰۴) فرد نظامی اهل بریتانیا بود. وی همچنین برندهٔ جوایزی همچون نشان حمام، نشان سلطنتی ویکتوریایی و نشان امپراتوری بریتانیا شده‌است.